# Иоаким (Архонтос)
Епи́скоп Иоаки́м (греч. Επίσκοπος Ιωακείμ, в миру Дими́триос Архонто́с, греч. Δημήτριος Ἀρχοντός; род. 7 апреля 1964, Афины) — архиерей Константинопольской православной церкви, епископ Аполлониадский (с 2020), викарий Бельгийской митрополии.

## Биография
После окончания средней школы, поступил в медицинский факультет (Νοσηλευτικὴ Σχολὴ) Технологического образовательного института и после его окончания получил диплом бакалавра в Аристотелевском университете в Салониках.
Окончил богословский институт Афинского университета и позднее учился в аспирантуре Ионического университета, специализируясь в истории. Его научная диссертация была опубликована в 2017 году Институтом исторический исследований при содействии Национального исследовательского фонда. В настоящее время он имеет докторскую степень по совренной греческой и европейской истории. Также он посещал курсы византийской иконописи в иконопиской школе в Патрской митрополии и на святой горе Афон.
11 ноября 1990 года был пострижен в монашество с именем Иоаким в скиту Святой Анны на горе Афон. Позднее был переведён в Новый монастырь (Ἱερᾷ Νέᾳ Μονῇ Χίου) в Хиосской митрополии.
23 августа 1991 года митрополитом Хиосским, Псарийским и Инусским Дионисием (Байрактарисом) был рукоположен в сан иеродиакона.
11 ноября 1991 года митрополитом Дионисием был хиротонисан в сан иеромонаха и возведён в достоинство архимандрита, после чего назначен на служение в кафедральный собор Хиосской митрополии.
В 1997 году перешёл на служение в Бельгийскую митрополию, где служил в кафедральное соборе в Брюсселе, а также исполнял обязанности секретаря митрополии.
С марта 2004 года вновь служил в Хиосской митрополии, а с марта 2015 года — в Кифисийской митрополии, где был пресс-секретарём управляющего митрополией, отвечал за участие в богословских, медицинских и исторических конгрессах и дискуссиях.
С января 2018 года вновь служил в Бельгийской митрополии.
9 января 2020 года Священным синодом Константинопольской православной церкви был избран для рукоположения в сан епископа Аполлониадского, викария Бельгийской митрополии. В тот же день в патриаршем соборе на Фанаре состоялось его наречение (Μικρό και Μεγάλο Μήνυμα).
26 января 2020 года в кафедральном храме архангелов Михаила и Гавриила в Брюсселе состоялась его епископская хиротония, которую совершили: митрополит Бельгийский Афинагор (Пекстадт), митропрлит Кипсисийский Кирилл (Мисиакулис) (Элладская православная церковь), митрополит Киренийский Хризостом (Папатомас) (Кипрская православная церковь), архиепископ Телмийский Иов (Геча), епископ Бельгийский и Голландский Досифей (Богверадзе) (Грузинская православная церковь), епископ Арианзский Варфоломей (Кессидис), епископ Неапольский Порфирий (Махериотис) (Кипрская православная церковь).